# Mistrzostwa Polski w Judo 2017
Mistrzostwa Polski w Judo 2017 – 61. edycja mistrzostw, która odbyła się w Opolu w dniach 22 – 23 września 2017 roku. 

## Medaliści

### Kobiety
| Kategoria:    | Złoto:                                  | Srebro:                                    | Brąz:                                                                     |
| do 48 kg      | Kinga Kubicka (Flota Gdynia)            | Katarzyna Wiszniewska (UKS 6 Piła)         | Danuta Majcher (Wisła Kraków) Paulina Szlachta (Judo Wolbrom)             |
| do 52 kg      | Karolina Pieńkowska (AZS UW Warszawa)   | Klaudia Cieślik (Judo Wolbrom)             | Dominika Mróz (Judo Drako Warszawa) Agata Perenc (Polonia Rybnik)         |
| do 57 kg      | Arleta Podolak (Gwardia Warszawa)       | Anna Borowska (Kejza Team Rybnik)          | Anna Dąbrowska (Juvenia Wrocław) Vanessa Machnicka (Akademia Judo Poznań) |
| do 63 kg      | Sonia Lniany (Czarni Bytom)             | Angelika Szymańska (Olimpijczyk Włocławek) | Karolina Tałach (Wybrzeże Gdańsk) Agata Zacheja (Gwardia Warszawa)        |
| do 70 kg      | Eliza Wróblewska (Akademia Judo Poznań) | Sandra Lickun (AZS UW Warszawa)            | Urszula Hofman (Juvenia Wrocław) Barbara Kulik (UKJ 225 Warszawa)         |
| do 78 kg      | Paula Kułaga (TDK Trzcianka)            | Beata Pacut (Czarni Bytom)                 | Paulina Dziopa (Czarni Bytom) Daria Tymann (Czarni Bytom)                 |
| powyżej 78 kg | Katarzyna Furmanek (AZS AWFiS Gdańsk)   | Anna Załęczna (Judo Toruń)                 | Julia Świątkiewicz (Lemur Warszawa) przyznano jeden medal                 |

### Mężczyźni
| Kategoria:     | Złoto:                                 | Srebro:                             | Brąz:                                                                         |
| do 60 kg       | Bartłomiej Garbacik (AZS AWF Katowice) | Adrian Wala (AZS AWF Katowice)      | Bartłomiej Kot (AZS AWF Warszawa) Patryk Łoziak (Czarni Bytom)                |
| do 66 kg       | Tomasz Kowalski (Judo AZS Opole)       | Łukasz Golus (Czarni Bytom)         | Jacek Brysz (AZS AWF Katowice) Kacper Kaczor (Czarni Bytom)                   |
| do 73 kg       | Michał Bartusik (Millennium Rzeszów)   | Mateusz Garbacz (Żak Kielce)        | Arkadiusz Kisielewicz (Gwardia Wrocław) Wiktor Mrówczyński (AZS AWF Katowice) |
| do 81 kg       | Damian Szwarnowiecki (Gwardia Wrocław) | Jakub Kubieniec (AZS AWF Katowice)  | Dominik Banaszek (UKJ 225 Warszawa) Damian Stępień (AZS UW Warszawa)          |
| do 90 kg       | Piotr Kuczera (Kejza Team Rybnik)      | Tomasz Szczepaniak (Judo AZS Opole) | Rafał Kozłowski (AZS AWF Wrocław) Jakub Ozimek (AZS AWF Warszawa)             |
| do 100 kg      | Jakub Wójcik (Śląsk Wrocław)           | Oleksii Lysenko (AZS AWF Warszawa)  | Tomasz Domański (AZS AWFiS Gdańsk) Mariusz Krueger (Gwardia Warszawa)         |
| powyżej 100 kg | Kamil Grabowski (Czarni Bytom)         | Krzysztof Załęczny (Judo Toruń)     | Patryk Rusin (Judo Gwardia Koszalin) Tomasz Tałach (Wybrzeże Gdańsk)          |